# Ільзеде
Ільзеде (нім. Ilsede) — сільська громада в Німеччині, розташована в землі Нижня Саксонія. Входить до складу району Пайне.
Площа — 72,03 км2. Населення становить 21 975 ос. (станом на 31 грудня 2021).